# Rechnitzerland
Het Rechnitzerland is een schiereiland in Nationaal park Noordoost-Groenland in het oosten van Groenland.
Het schiereiland is vernoemd naar voormalig minister Hjalmar Rechnitzer (1872-1953).

## Geografie
Het gebied wordt in het noorden begrensd door het Bræfjorden, in het noordoosten door de Dove Bugt, in het oosten door de Inderbredningen, in het zuiden door de Soranergletsjer en in het westen door de L. Bistrupgletsjer.
Aan de overzijde van het water ligt in het noorden het eiland Lindhard Ø en in het zuidoosten het Ad. S. Jensenland.